# Emplacement des figures héraldiques
L'emplacement des figures héraldiques se définit par trois éléments :
1. la position : c'est l'endroit où elle se trouve régulièrement ;
2. la disposition : c'est la manière selon laquelle elle est posée (renversé, contourné…) ;
3. la situation : n'existe que si la position n'est pas régulière. Il s'agit alors de la position absolue ou relative d'une figure par rapport à l'écu, une autre figure, ou dans un ensemble de figures identiques, la position de chacune par rapport aux autres.

- Haut – A
- B
- C
- D
- E
- F
- G
- H
- I
- J
- K
- L
- M
- N
- O
- P
- Q
- R
- S
- T
- U
- V
- W
- X
- Y
- Z

## A

### Abaissé
a) Se dit d'une pièce mise au-dessous de la place que la règle héraldique lui assigne. Le chevron ou la fasce sont abaissés quand ils sont situés dans le tiers inférieur de l'écu (en pointe).
D'argent à la fasce abaissée de gueules.
Une pièce peut être abaissée soit en signe de déférence (comme le chef qui se place sous celui de l'ordre dans les écus des commandeurs de l'ordre de Saint-Jean de Jérusalem), soit comme une peine imposée et une marque d'infamie en souvenir d'une action honteuse. Dans ce cas, abaissé est synonyme de diffamé.
Le terme est parfois abusivement employé pour les partitions, comme son contraire haussé. Aucun auteur ne justifie un tel emploi.
b) Qualifie les pals qui prennent naissance dans le milieu de l’écu, et non du bord supérieur.
c) Se dit de tout objet pointu, dont la pointe est dirigée vers le bas. Se dit également des oiseaux dont les ailes décollées du corps ont les plumes dirigées vers le bas : on dit "au vol abaissé".
D'azur au demi-vol abaissé d'or.

### Abîme (en ~ )
Se dit d'une figure placée au point central de l'écu. Ce point se nomme aussi "cœur", le terme "abîme" étant préféré quand la figure y étant située ne dépasse pas la surface de ce point, et qu'elle y est seule, directement sur le champ.

Tel est le cas du blason de Wavrin : d'azur, à l'écusson d'argent en abîme.

### Abouté
a) Se dit de pièces allongées qui se touchent par le bout, pointe ou sommet. C'est l'attribut des fusées, des otelles, des branches, des épées, des losanges. Voir aussi appointé, quand le bout est pointu. Les mouchetures d'hermine sont dites aboutées quand leurs bouts correspondent et se joignent en croix.
D'argent à quatre mouchetures d'hermine aboutées.
b) Se dit également des pièces dont l'extrémité est arrondie (aboutée arrondie), ou garnie d'un bout (aboutée de tel ou tel émail) (Défini ainsi seulement dans le dict. encyclopédique Larousse 1905, considéré par quelques auteurs (dont J.-Fr. Demange) et ignoré par le plus grand nombre).

### Accolé
Pièce posée à côté d'une autre et qui la touche, ou pièces posées côte à côte en se touchant. Les pièces géométriques (clefs, losanges, rustres, fusées…) sont souvent accolées.
D'or à cinq fusées d'azur accolées en bande.
Accolé est aussi l'attribut d'une pièce enroulée autour d'un autre, comme une vigne autour d'un échalas.
Se dit également de deux écus mis côte à côte, et des ornements extérieurs dont on entoure les écus, ou sur lequel ils brochent (colliers, bâtons, armes…).
Ce terme est parfois utilisé dans le sens de colleté. À éviter !

### Accompagné
Se dit de meubles principaux, qui ont à leurs côtés des pièces secondaires en positions séantes, c’est-à-dire perpendiculairement.
D'argent au croissant de gueules, accompagné d'étoiles 2 et 1 de même.
Quand les pièces secondaires sont orientées dans la même direction que la figure principale, on dit plutôt accosté.
Se dit également des meubles qui ont des meubles secondaires en position séante, au-dessus, au-dessous ou aux côtés.
Quand quatre meubles secondaires accompagnent une croix ou un sautoir, on parle de cantonné (voir la croix de Jérusalem).

### Accosté
Se dit d'une figure posée en pal, en bande ou en barre, quand elle en a d'autres à ses côtés.
Ajaccio porte d'azur à la colonne sommée d'une couronne d'argent, accostée et supportée par deux lions affrontés d'or, le tout posé sur une terrasse de sinople.
La figure doit être longiligne (ce n'est pas l'attribut d'une pièce ronde comme le besant ou l'anneau), et les pièces accostées sont placées dans le sens de la pièce principale. Dans le cas contraire, on dit accompagné.
D'argent, à la bande d'azur, accostée de deux lions léopardés de sable, armés et lampassés de gueules, qui est de Bresse.
De gueules à une bande accostée de deux lions léopardés, le tout d’or, qui est du comté de Kyburg (Suisse).
Quand les pièces secondaires sont en nombre, on dit plutôt côtoyé.

### Adextré
a) Se dit de toute pièce principale de l'écu, quand elle est accompagnée à dextre d'une pièce secondaire (contraire est senestré). La position de la pièce secondaire doit être indiquée (en chef, en abîme ou en pointe).
D'argent au pal de gueules, adextré d'un tourteau de même.
b) Peut également se dire de l'écu lui-même dont le flanc dextre est d'un émail différent du reste.

### Adossé
Se dit de deux meubles de même nature (animaux ou objets) représentés dos à dos (contraire de affronté) : deux animaux, et en général de toutes les pièces de longueur qui ont deux faces différentes, comme les haches, les doloires, les marteaux, les clefs, pour lesquelles le dos est la partie plutôt longiligne et sans pointe.
D'argent à deux croissants adossés de gueules.

### Affronté
Se dit de deux animaux représentés face à face, se regardant (contraire de adossé).
D'argent à deux lions affrontés de gueules.
Se dit plus généralement de deux meubles de même nature dont les tranchants ou les pointes se font face.
D'argent à deux croissants affrontés de gueules.

### Appointé
Se dit de certaines pièces pointues (losanges, épées…) qui se regardent, se touchent, ou convergent vers un point commun. Deux figures peuvent être appointées en bande, en barre, en fasce, en pal ou en chevron. Quand les pointes se touchent effectivement, on précise contre-appointé. Voir aussi abouté, quand le point de convergence n'est pas particulièrement pointu.
D'argent à quatre losanges contre-appointés de gueules.

## B

### Brochant
Se dit d'une figure (pièce ou meuble) qui passe par-dessus une autre en la masquant partiellement et en débordant (par opposition à une figure chargée, contenant entièrement la figure chargeante). Brochant sur le tout signifie figure brochant sur l'ensemble.

## C

### Chargé
Pièce ou meuble chargé : pièce ou meuble sur lequel figurent une ou plusieurs autres pièces ou meubles : les charges. La figure chargée se comporte comme un champ sur lequel les charges prennent leur position par défaut, sauf indication contraire explicite dans le blasonnement.

### Côtoyé
Côtoyé n’est pas absolument synonyme d’accosté ou d’accompagné, car il s’applique surtout aux pièces en longueur, comme pal, barre et bande, quand elles sont accompagnées de petits meubles, par défaut en nombre égal de chaque côté. L’axe des meubles est parallèle à celui de la pièce côtoyée (ce qui est le critère supplémentaire qui le distingue d'accosté).
De gueules à une bande côtoyée de six couronnes d’or, [les couronnes en pointe retournées], qui est [du landgraviat] de Haute-Alsace.

## E

### Empoigné
Se dit de meubles longilignes (flèches, épis…) quand ils sont disposés en pal ou en sautoir, et rayonnent autour d'un centre commun où ils se superposent, comme s'ils avaient été pris dans une même poignée.

## H

### Haussé
1) Attribut de pièces (chevron, fasce, bande…) placées plus haut que la règle.

Remarque: Utilisé parfois à tort pour des partitions (aucun auteur ne justifie un tel emploi).

2) Attribut de la croix comme synonyme de croix latine.

## I

### Issant
Se dit d'un meuble représentant un vivant dont seule la partie supérieure est visible, sortant d'une limite du champ ou d'une autre figure, à préciser. Pour les non-vivants, voir mouvant.

## M

### Mouvant
Une figure est dite mouvante lorsqu'elle semble sortir d'une limite du champ ou d'une autre figure, à préciser. Si nécessaire, le sens de cette sortie sera aussi à préciser (par exemple pour un meuble mouvant d'un pal, il faudra préciser s'il est mouvant à dextre ou à senestre).

## N

### Naissant
Qualifie les animaux dont on ne voit que la partie supérieure et qui semblent sortir du milieu du champ.

## R

### Rangé en
Se dit pour les meubles posés en nombre alignés dans le sens de la pièce citée après l'expression (en fasce = horizontalement, en pal = verticalement, en bande et en barre = en diagonale…)

Remarque 1 : l'alignement ne concerne pas la position individuelle des meubles, ainsi "trois clés rangées en fasce" concernera trois clés certes alignées horizontalement, mais en restant en pal, ce qui est leur position par défaut. Dans un cas différent il faut préciser les deux sens (exemple : trois billettes en barre rangées en bandes)

Remarque 2 : Rangé en chef et rangé en champagne résume rangé en fasce positionné respectivement en chef ou en champagne ;

Remarque 3 : les pièces non strictement de longueur (chevron, pairle…) ne peuvent pas servir à définir le "rangé en".

## S

### Senestré
Contraire de adextré.

### Sommé
Se dit d'une figure soutenant un meuble directement sur sa limite supérieure. Différent de surmonté, qui suppose un intervalle entre le soutenant et le soutenu.

### Sur le tout
Employé seul, suivit directement d'une couleur, il sous-entend un écusson, brochant au centre de l'écu principal.
Gironné d'argent et de gueules, sur le tout, de sable plain.
Cette disposition est fréquente dans les grandes armes. Sur le tout du tout décrit un éventuel écusson brochant à son tour sur le précédent.
Si le meuble n'est pas un écusson, ou pour toute autre pièce dans la même disposition, il faut blasonner : "à un [nom de la figure] brochant sur le tout. En fait, "sur le tout" est un raccourci pour « à un écusson brochant sur le tout ». Cette dernière expression est tout à fait correcte et admise : il n'y a pas redondance, le sous entendu n'est pas obligatoire.

### Surmonté
Se dit d'un meuble accompagné d'un autre meuble placé au-dessus, mais sans contact avec lui (contrairement à sommé, où il y a contact). 